# Martin Gregorius
Dietrich August Martin Gregorius (* 14. März 1871 in Nürnberg; † 23. März 1953 ebenda) war ein deutscher Kaufmann und Kommunalpolitiker.

## Werdegang
Gregorius war Inhaber der renommierten lithographischen Kunst- und Stahlstichprägeanstalt Leonhard Amersdorffer. Von 1922 an war er Vorstandsmitglied der Handwerkskammer Nürnberg, später auch letzter Vorsitzender des Gewerbevereins Nürnberg. 1925 wurde er zum Kommerzienrat ernannt.
Als Mitglied der DDP gehörte er dem Nürnberger Stadtrat an. 1924 schloss er sich der rechtsnationalen Volksgemeinschaft Schwarz-Weiß-Rot an.

## Ehrungen
- 1953: Verdienstkreuz 1. Klasse der Bundesrepublik Deutschland